# Leptostylum busckii
Leptostylum busckii là một loài ruồi trong họ Tachinidae.